# Курган Славы (Карелия)
Курган Славы — мемориальный комплекс захоронений советских воинов, павших в сентябре 1941 года в ходе ожесточённых боёв по сдерживанию наступления финской армии на Петрозаводск. Мемориал расположен к северо-западу от Петрозаводска на 39-м километре автодороги Петрозаводск — Суоярви.

## История
В сентябре 1941 года в районе пересечения дорог, соединяющих железнодорожную станцию Виллагора и деревню Маркелицы, в направлении Петрозаводска вела наступление 4-я пехотная дивизия финской армии. Для сдерживания наступления был организован рубеж обороны в составе 1072-го стрелкового полка 313-й стрелковой дивизии РККА и 15-го мотострелкового Краснознамённого полка внутренних войск НКВД СССР.
В результате кровопролитных оборонительных боёв в районе Виллагоры, ценою героических усилий командиров и бойцов Красной армии удалось на неделю приостановить наступление финских войск на Петрозаводск. Рубеж обороны на этом участке был преодолён финскими войсками ввиду катастрофических потерь личного состава советских полков.
В 2002 году в районе Виллагоры началась систематическая работа волонтёров-поисковиков по эксгумации и последующей идентификации останков погибших здесь советских воинов. В дальнейшем силами поисковых отрядов Карельского фонда «Эстафета поколений» в этом районе было обнаружено и захоронено на мемориале 774 воина Красной Армии. Найденные поисковиками солдатские медальоны позволили вернуть имя пятидесяти четырём погибшим здесь советским бойцам. 
6 мая 2012 года состоялось торжественное открытие и освещение памятной часовни во имя Святого Великомученика и Победоносца Георгия, построенной силами поисковиков на пожертвования частных лиц и организаций Республики Карелия. В мае 2012 года поисковым отрядом из Нижнего Новгорода был привезен и установлен Поклонный крест. В 2013 году был установлен памятный камень розового мрамора с закреплённой на нём плитой из габбро-диабаза с текстом эпитафии:
Все те, кто пал когда-то между этих сосен,
Среди озер глухих, в болотах и снегах,
Собой кто защитил в ту огненную осень,
Петрозаводск, останутся в веках…
На территории мемориала был восстановлен небольшой участок оборонительных сооружений: траншеи, блиндаж, противотанковые и противопехотные препятствия, орудийный дворик и др. Здесь регулярно проводятся масштабные мероприятия военно-исторической реконструкции прошедших в 1941 году боевых действий.